# Betraying the Martyrs
Betraying the Martyrs é uma banda francesa de Symphonic Deathcore de Paris, França.

## História

### Formação e sáida de Czaicki (2008-2010)
Betraying the Martyrs foi formada em 2008 e atualmente é composta por Aaron Matts (vocais), Vigier Baptiste (guitarra), Lucas d'Angelo (guitarra ritmica), Victor Guillet (vocais limpos/teclado), Valentin Hauser (baixo) e Mark Mironov (bateria).
Antigos membros da banda são Eddie Czaicki (vocal), Fabien Clévy (guitarra) e Antoine Salin (Bateria)
Antes de formar o Betraying the Martyrs, Czaicki era vocalista na banda de metalcore francêsa, Darkness Dynamite , Guillet era o vocalista e tecladista da banda de post-hardcore The Beverly Secret, Vigier e d'Angelo estavam na banda de metalcore, Black Curtains, e Hauser estava na banda de mathcore, Beyond The Dust.
Em 18 de novembro de 2009, a banda lançou seu EP de estreia The Hurt, The Divine, The Light uma gravação auto-produzida e inteiramente financiada pela banda e mixado por Stephane Buriez. O EP vendeu mais de 2.000 de cópias só na França. Sua primeira turnê européia, "The Survivors Tour" (2010), envolveu a banda tocando em apoio das bandas Whitechapel, Dark Funeral, Darkness Dynamite, A Skylit Drive, Adept, Despised Icon, Dance Gavin Dance, While She Sleeps e Shadows Chasing Ghosts. A banda conheceu o vocalista atual, britânico Aaron Matts, durante essa turnê, e ele substituiu Czaicki pouco depois (Czaicki foi incapaz de continuar com a banda devido a uma carreira artística que exige que ele viaje em todo o mundo). Eles lançaram um vídeo "Betraying The Idol", com um planejamento falso e engraçado, explicando a chegada de Aaron e a saída de Eddie.

### Breathe In Lifee saída de Salin (2011-atualmente)
Em 2011, a banda começou a trabalhar no seu primeiro álbum e rapidamente assinou  com a  gravadora Sumerian Records, na América do Norte, e também com a gravadora Listenable Records para o resto do mundo. Em 23 de Setembro de 2011 o álbum  de estreia, Breathe In Life, foi lançado mundialmente. O álbum foi mixado por Charles J Wall e a arte da capa foi criada por Hauser, o baixista da banda. O álbum funciona com os temas centrais das relações de fé de vida, e diplomacia interpessoal.
Entre abril e maio de 2011, o grupo completou uma segunda turnê européia, o "Breathe In Life Tour", para a promoção do seu álbum de estreia. A turnê incluiu apresentações na Alemanha, Rússia, Ucrânia, Polónia, República Checa, Suíça, Áustria , Luxemburgo, Bélgica, França, Holanda e Reino Unido (UK). Suporte em "Breathe In Life Tour" foi fornecida pelas banda de deathcore russas, My Autumn, e Despite My Deepest Fear. Mais tarde naquele ano, durante o outono norte , a banda excursionou pelos Estados Unidos (EUA) com as bandas Born of Osiris, Veil of Maya, Carnifex e Structures.
Breathe In Life foi bem recebido pelos críticos em toda a Europa quando foi comparado a outras bandas em seu gênero
.
O famoso guitarrista francês da revista Magazine nomeou o álbum no Top 5 de 2011 (em segundo lugar atrás do Megadeth) e também foi chamado de a recém-chegada melhor banda do ano na seção de Metal pesado.
Em maio de 2012, Antoine deixou a banda e foi substituído pelo  baterista russo Mark Mironov da banda de deathcore My Autumn.

## Atualmente
Betraying the Martyrs excursionou pela Europa no início de 2012, na famosa "Bonecrusher Tour", com Carnifex, Within The Ruins, Molotov Solution  e Beneath The Massacre. Em abril de 2012, a banda esteve em turnê nos Estados Unidos, no "Sumerianos Tour", ao lado de Upon A Burning Body, além de numerosas bandas de apoio. Depois, seguiu uma turnê européia, de costas, apoiando a banda Veil of Maya na turnê "Eclipse Europeia 2012" , ao lado de Vildhjarta, e Structures and Volumes. Para o restante de 2012, a banda foi incluída no line-up para o "The All Stars Tour 2012" (verão do hemisfério norte) ao lado Suicide Silence, Unearth, Átila e Winds of Plague, e no Mayhem Festival 2012, com Slipknot, Slayer, Anthrax e muitos outros. e substituíram Winds of Plague no Graspop Metal Meeting 2012.

## Estilo musical
O estilo de música da banda é uma mistura de diferentes aspectos de vários sub-gêneros do metal extremo. A banda leva os breakdowns, blast beats, e baixos com andamentos bem lentos que são peças principais do deathcore. Em seguida, vocais limpos, chrouses e programação, que são peças-chave em bandas de metalcore e post-hardcore. Eles também misturam riffs e técnicas que existem no death metal técnico e as principais mudanças e tempos estranhos que existem em bandas de metal progressivo. Um monte de synth também é usado para imitar os elementos de orquestra do death metal melódico. Os elementos do deathcore na música é deles é o mais notável.

## Integrantes
Atuais
- Rui Martins - vocal (2021-presente)
- Victor Guillet - teclado, sintetizador, vocal limpo (2008-presente)
- Baptiste Vigier - guitarra principal (2008-presente)
- Lucas D'angelo - guitarra base, vocal de apoio (2010-presente)
- Valentin Hauser - baixo (2008-presente)
- Mark Mironov - bateria (2012-presente)

Ex-integrantes
- Aaron Matts - vocal (2010-2021)
- Antoine Salin - bateria (2008-2012)
- Eddie Czaicki - vocal (2008-2010)
- Fabien Clévy - guitarra base (2008-2010)

## Discografia
Álbuns de estúdio
- Breathe In Life (Sumerian/Listenable 2011)
- Phantom (2014)
- Rapture (2019)

EPs
- The Hurt The Divine The Light (Auto-lançado 2009)

Singles
- "Survivor" (Destiny's Child Cover 2010)[15]
- "Because Of You" (Sumerian, Listenable 2011)[16]

## Videografia
| Título                         | Ano  | Diretor       | Do álbum        |
| ------------------------------ | ---- | ------------- | --------------- |
| "Tapestry of Me"               | 2011 | Gas Carpenter | Breathe In Life |
| "Man Made Disaster"            | 2011 | Thomas Welsh  | Breathe In Life |
| "Because of You" (lyric video) | 2012 |               | Breathe In Life |